# Progress of Theoretical Physics
Progress of Theoretical Physics（理論物理学の進歩）とは、京都大学基礎物理学研究所と日本物理学会の共同事業として刊行されていた、英文の基礎物理学理論の科学学術雑誌（以下はPTPと表記する）。1946年に、湯川秀樹博士らによって刊行が始められた。現在はProgress of Theoretical and Experimental Physicsへ移行している。

## 概要
素粒子物理、場の理論、原子核物理、固体物理、統計物理、天体物理、宇宙論に関する理論物理学の論文を、査読によって掲載。1巻6号で刊行し、年間2巻を刊行。PapersとLettersからなり、随時編集委員会からの依頼によるレビュー論文を掲載。また、不定期刊として特定のテーマを扱うSupplementが基礎物理学研究所主催の国際会議のプロシーディングなどを掲載。
PTPへの投稿は、2008年9月1日付けで、オンラインベースになった。査読等についても、全てWEBベースで行っている。創刊号からの論文アーカイブ「PTP Online」は、日本物理学会と応用物理学会共同の発行機関である物理系学術誌刊行センターのシステムを利用している。
かつて出版費用の約50%は日本学術振興会からの補助金で賄われたが、次第に削減され、2008年時点では約27%までと少なくなっている。2008年度のノーベル物理学賞を南部陽一郎、小林誠と共同受賞した益川敏英は受賞決定後の記者会見で、「研究成果が海外で客観的な評価を受けるため、日本人が主となって運営し、世界に通用する学術誌を持つことは非常に重要だ」と述べ、安定した助成制度の必要性も訴えた。

## 刊行元
- 京都市左京区北白川追分町 京都大学理学部構内 湯川記念館
  - 理論物理学刊行会

## ISSN 番号
ペーパーとオンライン版があり、ISSN番号はそれぞれに割り当てられる。
- PTP：0033-068X(Paper)、1347-0481(Online)
- PTP Supplement：0375-9687(Paper)、1347-0481(Online)

## 後継雑誌
PTPの刊行は2012年12月で終了し、刊行元が理論物理学刊行会から日本物理学会に引き継がれ、2013年より理論物理分野に加えて高エネルギー・原子核・宇宙線宇宙物理・ビーム物理分野の実験を含めた Progress of Theoretical and Experimental Physics (PTEP) として創刊された。